# Diego Donayre
Diego Donayre Blondet (Pisco, 6 de abril de 1991) es un futbolista peruano. Juega de lateral derecho y su actual equipo es Independiente San Felipe que participa en la Copa Perú. Tiene 33 años.

## Trayectoria
Diego Donayre nació en la ciudad de Pisco, departamento de Ica. Se formó desde temprana edad en el Club Alianza Lima, siendo promovido a la categoría Sub-20 en el 2008.
Su debut en la Primera División se produjo el 5 de diciembre de 2009, en un encuentro jugado en Lima y válido por la última fecha del Descentralizado 2009, oportunidad en que su equipo empató 2-2 ante la Universidad César Vallejo. En el 2010 la mayor parte lo pasó en la reserva, sin embargo, jugó 62 minutos con Alianza Lima.

## Clubes
| Club                     | País | Año       |
| ------------------------ | ---- | --------- |
| Alianza Lima             | Perú | 2009-2014 |
| Unión Comercio           | Perú | 2014      |
| Willy Serrato            | Perú | 2015      |
| Alfredo Salinas          | Perú | 2016      |
| Coronel Bolognesi        | Perú | 2018      |
| Independiente San Felipe | Perú | 2022 -    |

## Palmarés
| Título                        | Club         | País | Año  |
| ----------------------------- | ------------ | ---- | ---- |
| Torneo de Promoción y Reserva | Alianza Lima | Perú | 2011 |